# Gene Swick
Gene Swick (* 1953 oder 1954) ist ein ehemaliger US-amerikanischer American-Football-Spieler auf der Position des Quarterbacks.

## Karriere
Swick spielte von 1973 bis 1975 College Football an der University of Toledo für die Toledo Rockets. 1973 war er der sechstbeste Passwerfer der NCAA. In der folgenden Saison war er mit 2.441 Yards bei einer Kompletierungsanteil von 62 % der beste Quarterback der NCAA. Bei der Wahl zur Heisman Trophy landete er auf Platz zehn, zudem gewann er die Sammy Baugh Trophy. In allen drei Saisons bei den Rockets wurde er in das First Team All MAC gewählt. Am Ende seiner Collegekarriere war er mit 8.074 Yard der Rekordhalter für Total Offense (Pass und Lauf) der NCAA Division I-A. Zudem hielt er viele Passrekorde der Rockets, wovon viele erst über 30 Jahre später von Bruce Gradkowski gebrochen wurden.
Im NFL Draft 1976 wählten ihn die Cleveland Browns in der vierten Runde aus. Swick spielte jedoch aufgrund eines wunden Arms schlecht im Training Camp, weshalb ihn die Browns bereits im Juli 1976 entließen. Nach einem späteren Probetraining bei den New York Giants verpflichteten ihn letztendlich die Hamilton Tiger-Cats aus der Canadian Football League (CFL) mit einem Zwei-Jahres-Vertrag. Er spielte jedoch auch hier kein Spiel.
Zum 100-jährigen Jubiläum der Rockets wurde ein Jubiläumsteam gewählt. Swick landete dabei als dritter Quarterback auf Platz zehn.